# Platycerus zherichini
Platycerus zherichini is een keversoort uit de familie vliegende herten (Lucanidae). De wetenschappelijke naam van de soort is voor het eerst geldig gepubliceerd in 1990 door Nikolajev Nikolajev.